# Castelos do Vale do Loire
Os Catelos do Vale do Loire (francês: Châteaux de la Loire) são parte da herança arquitetônica das cidades históricas de Amboise, Angers, Blois, Chinon, Montsoreau, Nantes, Orléans, Saumur, e Tours ao longo do Rio Loire na França. Eles ilustram a Renascença dos ideais de design na França.

## Lista dos Castelos do Vale do Loire
Embora não haja uma definição universalmente aceita para a designação, o principal critério é que o castelo esteja situado próximo ao rio Loire ou em um de seus afluentes (como o Rio Maine, Rio Cher, Rio Indre, Rio Creuse e Rio Loir). Os châteaux mais acima de Gien geralmente não são incluídos, com a possível exceção do Bastie d'Urfé por sua histórica significância.

### Castelo real
| Castelo                      | Comuna      | Departamento   | Coordenadas                | Eventos históricos | Imagem |
| ---------------------------- | ----------- | -------------- | -------------------------- | --- | ------ |
| Castelo de Amboise           | Amboise     | Indre-et-Loire | 47° 24' 47" N 0° 59' 9" E  | Morte acidental de Carlos VIII de França (1498) Conjuração de Amboise (1560) Edito de Amboise com os Calvinistas (1563) |        |
| Castelo de Angers            | Angers      | Maine-et-Loire | 47° 28' 12" N 0° 36' 33" O | Localização da Tapeçaria do Apocalipse |        |
| Castelo de Blois             | Blois       | Loir-et-Cher   | 47° 35' 8" N 1° 18' 51" E  | Assassinato de Henrique I de Guise (1588) |        |
| Castelo de Chambord          | Chambord    | Loir-et-Cher   | 47° 36' 58" N 1° 31' 2" E  | É considerado o mais significante château do Loire Tratado de Chambord (1552) |        |
| Castelo de Chenonceau        | Chenonceaux | Indre-et-Loire | 47° 19' 31" N 1° 4' 13" E  | Possuído por Diana de Poitiers (1547-1559) e Catarina de Médici (1559-1589 |        |
| Castelo de Chinon            | Chinon      | Indre-et-Loire | 47° 10' 5" N 0° 14' 10" E  | Encontro entre Carlos VII da França e Joana d'Arc (1429) |        |
| Castelo de Langeais          | Langeais    | Indre-et-Loire | 47° 19' 29" N 0° 24' 22" E | Casamento de Carlos VII da França e Ana da Bretanha (1491) |        |
| Castelo de Loches            | Loches      | Indre-et-Loire | 47° 7' 29" N 0° 59' 48" E  | Capturado por Ricardo Coração de Leão (1194) Residência de Agnès Sorel (1443-1450) |        |
| Castelo de Plessis-lez-Tours | La Riche    | Indre-et-Loire | 47° 22' 57" N 0° 39' 38" E | Tratado de Tours (1444) Morte de Luís XI da França (1483) Morte de Francisco de Paula (1507), fundador da Ordem dos Mínimos Tratado de Plessis-les-Tours (1580) Encontro entre Henrique III de França e o Rei de Navarra, futuro Henrique IV de França, que aliou-se contra a Liga católica |        |
| Castelo de Saumur            | Saumur      | Maine-et-Loire | 47° 15' 22" N 0° 4' 21" O  | "Château d'amour" ("Castelo do Amor") do rei Renato de Anjou (1454-1472) Local de santuário para Protestantes (1589) |        |
| Castelo de Tours             | Tours       | Indre-et-Loire | 47° 23' 49" N 0° 41' 34" E | Casamento do futuro rei Luís XI da França e Margarida da Escócia (1436) Prisão de Carlos, Duque de Guisa (1588–1591) |        |

### Castelos de notabilidade
| Castelo                              | Comuna             | Departamento         | Coordenadas                | Notas | Imagem |
| ------------------------------------ | ------------------ | -------------------- | -------------------------- | --- | ------ |
| Castelo de Azay-le-Rideau            | Azay-le-Rideau     | Indre-et-Loire       | 47° 15' 33" N 0° 27' 58" E | Obra-prima da primeira Renascença Francesa |        |
| Castelo de Beauregard, Vale do Loire | Cellettes          | Loir-et-Cher         | 47° 32' 13" N 1° 23' 3" E  | Galeria de arte |        |

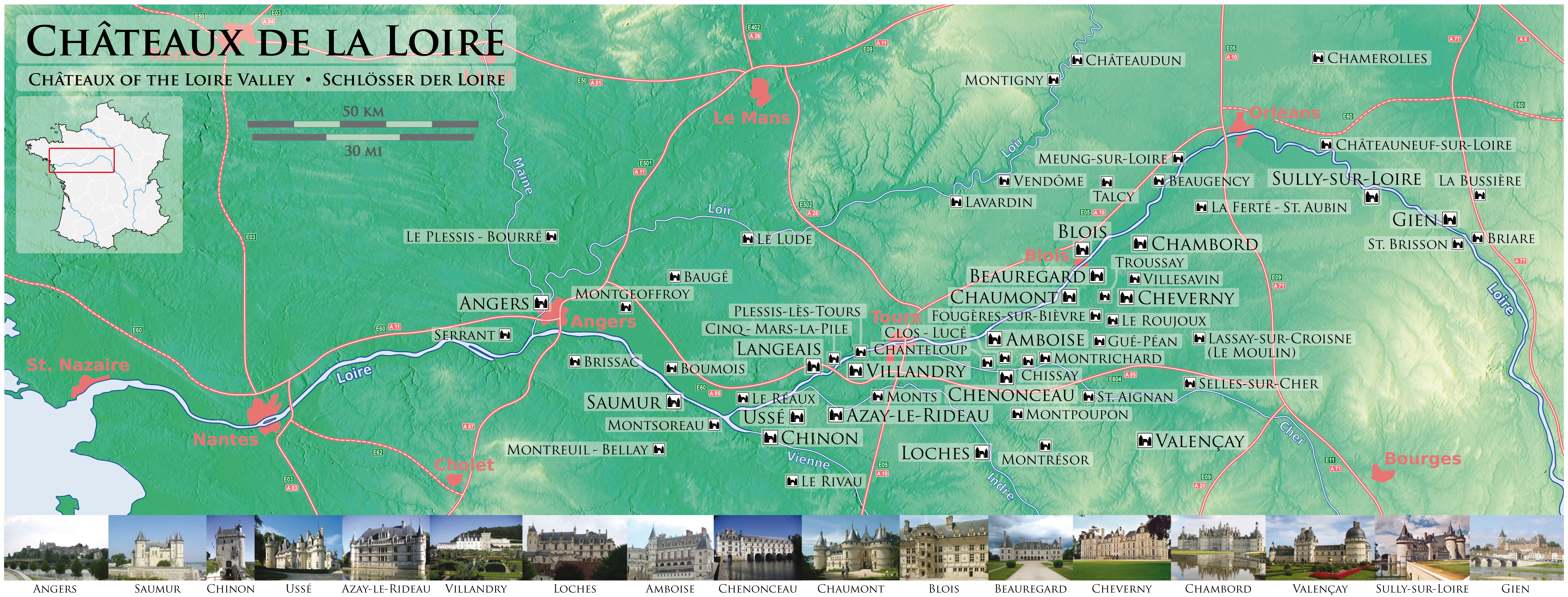
Castelos do Vale do Loire

| Castelo de Brézé                     | Brézé              | Maine-et-Loire       | 47° 10' 28" N 0° 03' 27" O | Artefatos de povos trogloditas sob o castelo Fosso mais profundo da França |        |
| Castelo de Brissac                   | Brissac-Quincé     | Maine-et-Loire       | 47° 21' 11" N 0° 26' 59" O | Mais alto château da França |        |
| Château de Chanteloup                | Amboise            | Indre-et-Loire       | 47° 23' 28" N 0° 58' 13" E | Propriedade do Duque de Choiseul (1760-1785) |        |
| Castelo de Châteaudun                | Châteaudun         | Eure-et-Loir         | 48° 04' 15" N 1° 19' 25" E | Propriedade de Jean de Dunois (1439-1468) |        |
| Castelo de Chaumont-sur-Loire        | Chaumont-sur-Loire | Loir-et-Cher         | 47° 28' 45" N 1° 10' 55" E | Propriedade de Catarina de Médici (1550-1559) e Diana de Poitiers (1559-1566)                                                                                                 |        |
| Castelo de Cheverny                  | Cheverny           | Loir-et-Cher         | 47° 30' 1" N 1° 27' 29" E  | Inspiração para o quadrinista Hergé como a mansão Moulinsart do Capitão Haddock                                                                                               |        |
| Clos Lucé                            | Amboise            | Indre-et-Loire       | 47° 24' 36" N 0° 59' 31" E | Casa para Leonardo da Vinci (1516-1519) |        |
| Castelo dos Duques de Bretanha       | Nantes             | Loire-Atlantique     | 47° 12' 56" N 1° 32' 59" O | Localizado perto da Foz do Rio Loire Residência dos Duques da Bretanha |        |
| Castelo de Meillant                  | Meillant           | Cher (departamento)  | 46° 46' 59" N 2° 30' 15" E | Contém a famosa Tour du Lion |        |
| Castelo de Montsoreau                | Montsoreau         | Maine-et-Loire       | 47° 12' 56" N 0° 03' 44" E | Único Castelo do Vale do Loire construído no leito do Rio Loire Castelo de Montsoreau-Museu de Arte Contemporânea tem a maior coleção do mundo de trabalhos de Art & Language |        |
| Castelo de Richelieu                 | Richelieu          | Indre-et-Loire       | 47° 0' 26" N 0° 19' 33" E  | Propriedade do Cardeal de Richelieu (1621-1642) |        |
| Castelo de Sully-sur-Loire           | Sully-sur-Loire    | Loiret               | 47° 46' 4" N 2° 22' 31" E  | Propriedade do Duque de Sully, Maximilien de Béthune (1602-1641) |        |
| Castelo de Ussé                      | Rigny-Ussé         | Indre-et-Loire       | 47° 14' 59" N 0° 17' 28" E | Inspiração para Charles Perrault na obra A Bela Adormecida |        |
| Castelo de Valençay                  | Valençay           | Indre (departamento) | 47° 9' 27" N 1° 33' 48" E  | Propriedade de Talleyrand (1803-1838) |        |
| Castelo de Villandry                 | Villandry          | Indre-et-Loire       | 47° 20' 26" N 0° 30' 51" E | Famoso por seu Jardim francês |        |